# 维拉马尔扎纳
维拉马尔扎纳是意大利威尼托大区罗维戈省的一个镇，面积14.1平方公里，人口1,176人（2004年）。